# 潘祖棻
潘祖棻（？—？），直隸安州人，清朝政治人物。舉人出身。
光緒七年十二月，接替周鐔。擔任江蘇宜興縣知縣。后由魏晦先接任。他還當過江浦縣知縣。